# IBM System p
El IBM System p es una línea de gama alta de servidores basados en RISC (Power)/UNIX. Fue el sucesor de la línea RS/6000 y predecesor de la serie de servidores IBM Power Systems.

## Historia
La línea RS/6000 anterior era originalmente una línea de estaciones de trabajo y servidores. La primera línea de servidores System p recibió el nombre de eServer pSeries en 2000 como parte de la iniciativa de marca e-Server.
En 2004, con la llegada del procesador POWER5, la familia de servidores pasó a llamarse eServer p5.
En 2005, siguiendo el movimiento de IBM para optimizar sus marcas de servidores y almacenamiento en todo el mundo, e incorporando la marca "System" con Systems Agenda, la familia volvió a llamarse System p5. El System p5 ahora abarcaba la línea de productos IBM OpenPower.
En 2007, después de la introducción de los modelos de procesador POWER6, el último cambio de nombre bajo la marca System p eliminó la designación p (número).
En abril de 2008, IBM anunció un cambio de marca del System p y su unificación con la plataforma de gama media System i. La línea de productos resultante se denominó IBM Power Systems.

## Hardware y software

### Procesadores
Mientras que la línea RS/6000 anterior usaba una combinación de los primeros procesadores POWER y PowerPC, cuando apareció pSeries, esto evolucionó a RS64-III y POWER3 en todos los ámbitos: POWER3 por su excelente rendimiento de coma flotante y RS64 por su escalabilidad, rendimiento y rendimiento de números enteros.
IBM desarrolló el procesador POWER4 para reemplazar tanto POWER3 como la línea RS64 en 2001. Después de eso, las diferencias entre el rendimiento y los sistemas optimizados para procesamiento de números ya no existían. Desde entonces, las máquinas System p evolucionaron para usar el POWER5 pero también el PowerPC 970 para los sistemas blade y de gama baja.
Los últimos sistemas System p usaban el procesador POWER6, como el System p 570 basado en POWER6 y el blade JS22. Además, durante la conferencia SuperComputing 2007 (SC07) en Reno, IBM presentó un nuevo System p 575 basado en POWER6 con 32 núcleos a 4,7 GHz y hasta 256 GB de RAM con refrigeración por agua.

### Características
Todas las máquinas IBM System p5 e IBM eServer p5 admiten DLPAR (Dynamic Logical Partitioning) con Virtual I/O y Micro-partitioning.
El System p generalmente usa el sistema operativo AIX y, más recientemente, las versiones de 64 bits del sistema operativo Linux.

## Modelos

### BladeCenter
- IBM BladeCenter JS12 (POWER6)
- IBM BladeCenter JS22 (POWER6)
- IBM BladeCenter JS23 (POWER6)
- IBM BladeCenter JS43 (POWER6)

### Línea principal

#### eServer pSeries
- IBM eServer pSeries 610 (7028-6C1 & 6E1)
- IBM eServer pSeries 615 (7029-6C3, 7029-6E3) (1~2-core POWER4+ CPU)[2]
- IBM eServer pSeries 620 (7025-F80, 6F0 & 6F1) (1~3 2-core RS64-IV CPUs)[3]
- IBM eServer pSeries 630 (7028-6C4, 7028-6E4) (1 1-core POWER4 CPU or 1~2 2-core POWER4 CPUs)[4]
- IBM eServer pSeries 640  (7026-B80) 1-4 POWER3-II CPUs
- IBM eServer pSeries 650 (7038-6M2) 2-8 POWER4 CPUs
- IBM eServer pSeries 655 (7039-651) 4-8 POWER4 CPUs
- IBM eServer pSeries 660 (7026-H80, 6H0, 6H1, M80 & 6M1)
- IBM eServer pSeries 670 (7040-671) 4-16 POWER4 CPUs
- IBM eServer pSeries 680 (7017 range)
- IBM eServer pSeries 690 (7040-681) 8-32 POWER4 CPUs

El IBM p690 era, en el momento de su lanzamiento a finales de 2001, el buque insignia de los servidores Unix de gama alta de IBM durante la era de los procesadores POWER4. Fue creado para ejecutar el sistema operativo Unix IBM AIX, aunque es posible ejecutar una versión de Linux menos algunas características específicas de POWER4.
Podía soportar hasta 32 (1,5, 1,7 o 1,9 GHz) procesadores POWER4+ y 1 TB de RAM, que pesa más de 1000 kg. Se utilizó en una supercomputadora en Forschungszentrum Jülich en 2004, y se suspendió a finales de 2005.

#### eServer p5
Lanzado en 2004.
- IBM eServer p5 510 Express (9111-510) (POWER5 1~2 núcleos a 1,5GHz)[7][8]
- IBM eServer p5 510 (9111-510) (POWER5 1~2 núcleos a 1,65GHz)[9][8]
- IBM eServer p5 520 Express (9111-520) (POWER5 1~2 núcleos a 1,5GHz)[10][11]
- IBM eServer p5 520 (9111-520) (POWER5 2 núcleos a 1,65GHz)[12][11]
- IBM eServer p5 550 Express (9113-550) (1~2 POWER5 1~2 núcleos a 1,5GHz)[13][14]
- IBM eServer p5 550 (9113-550) (1~2 POWER5 2 núcleos a 1,65GHz)[15][14]
- IBM eServer p5 570 Express (9117-570) (1~8 POWER5 2 núcleos a 1,5GHz)[16][17]
- IBM eServer p5 570 (9117-570) (1~8 POWER5 2 núcleos a 1,5 o 1,9GHz)[18][17]
- IBM eServer p5 590 (9119-590) (1~4 POWER5 8 núcleos a 1,65GHz)[19][20]
- IBM eServer p5 595 (9119-595) (2, 4, 6 u 8 POWER5 8 núcleos a 1,5 o 1,9GHz)[21][20]

#### System p5

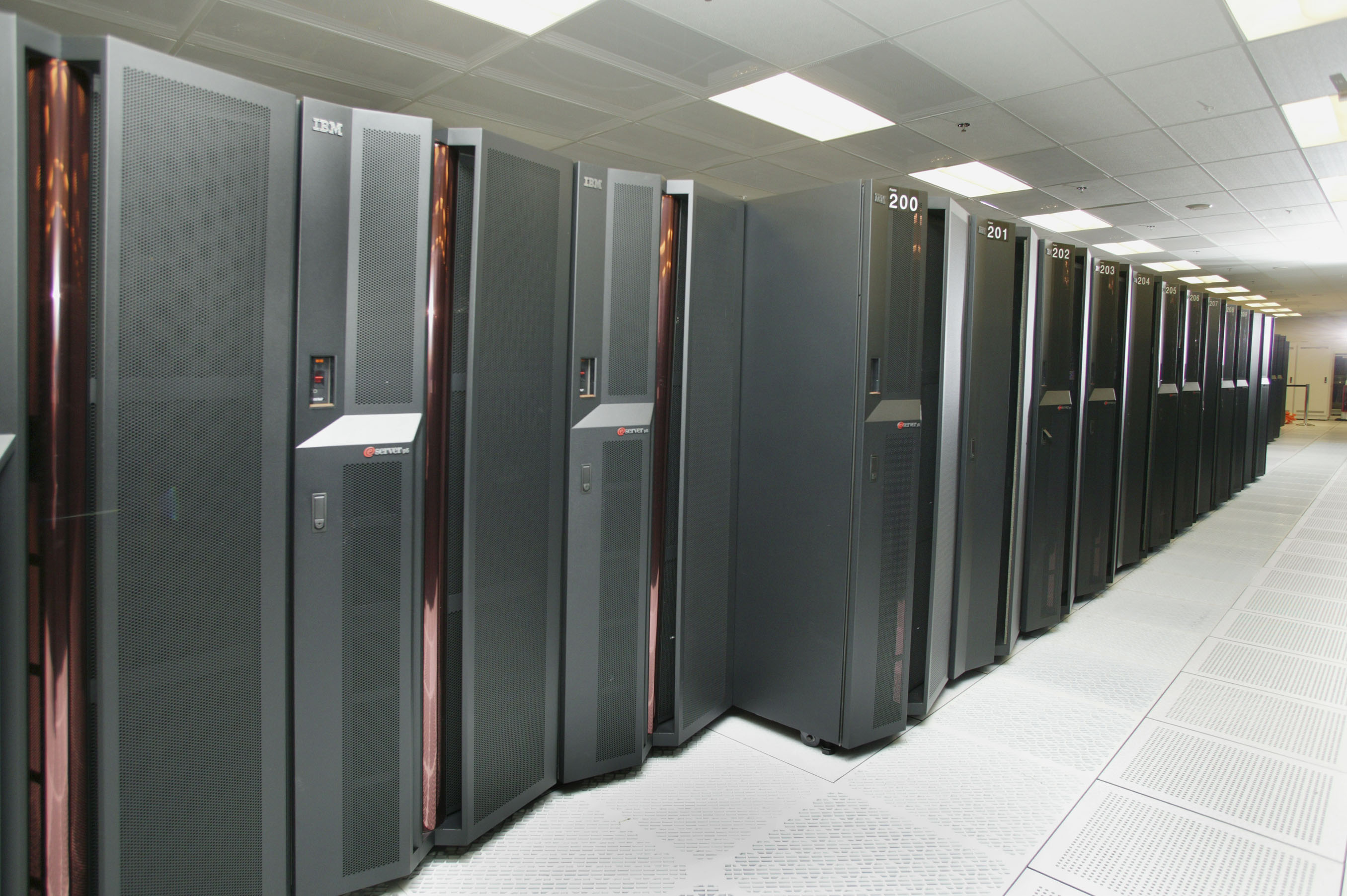
Supercomputadora ASC Purple

- IBM System p5 185 (7037-A50) (PowerPC 970 1~2 núcleos)[22]
- IBM System p5 505 (9115-505) (POWER5 o POWER5+ 1~2 núcleos)[23][24]
- IBM System p5 505Q (9115-505) (POWER5+ 4 núcleos)[25][24]
- IBM System p5 510 (9110-51A) (1~2 POWER5 or POWER5+ 1~2 núcleos)[26][27]
- IBM System p5 510Q (9110-51A) (1~2 POWER5+ 4 núcleos)[28][27]
- IBM System p5 520 (9131-52A) (POWER5+ 1~2 núcleos)[29][30]
- IBM System p5 520Q (9131-52A) (POWER5+ 4 núcleos)[31][30]
- IBM System p5 550 (9133-55A) (1~2 POWER5+ 2 núcleos)[32][33]
- IBM System p5 550Q (9133-55A) (1~2 POWER5+ 4 núcleos)[34][33]
- IBM System p5 560Q (9116-561) (1, 2 o 4 POWER5+ 4 núcleos)[35][36]
- IBM System p5 570 (9117-570) (1~8 POWER5+ 2 núcleos)[37][38]
- IBM System p5 575 (9118-575) (8 POWER5+ 1~2 núcleos)[39]
- IBM System p5 590 (9119-590) (1~2 POWER5 o POWER5+ 16 núcleos)[40][41]
- IBM System p5 595 (9119-595) (1~4 POWER5 o POWER5+ 16 núcleos)[42][41]

#### System p
- IBM System p 520 Express (POWER6 1, 2 o 4 núcleos)[43]
- IBM System p 550 Express (1~4 POWER6 2 núcleos)[44]
- IBM System p 560 Express (POWER6)[45]
- IBM System p 570 (POWER6)[46][47][48]
- IBM System p 575 (POWER6)[49]
- IBM System p 595 (9119-FHA) (1~8 POWER6 8 núcleos)[50][51]

System p fue renombrado como Power Systems en 2008.

### OpenPower
OpenPower era el nombre de un rango de servidores en la línea System p de IBM, con procesadores POWER5 de IBM y ejecutan solo versiones de 64 bits de PowerLinux. La propia variante UNIX de IBM, AIX, no es compatible ya que los servidores OpenPower no tienen licencia para este sistema operativo.
Había dos modelos disponibles, con una variedad de configuraciones.
Antes de 2005, OpenPower pertenecía a la línea de productos eServer, pero finalmente se incorporó a la cartera de productos Power Systems de IBM.
- IBM eServer OpenPower 710 (9123-710) (POWER5 1~2 núcleos)[52]
- IBM eServer OpenPower 720 (9124-720) 1-4 POWER5

### IntelliStation POWER
- IBM IntelliStation POWER 265
- IBM IntelliStation POWER 275
- IBM IntelliStation POWER 185 (PowerPC 970)
- IBM IntelliStation POWER 285

### BladeCenter
- IBM BladeCenter JS20 (PowerPC 970)
- IBM BladeCenter JS21 (PowerPC 970)